# Кайлія Немур
Кайлія Немур (фр. Kaylia Nemour, нар. 30 грудня 2006, Сен-Бенуа-ла-Форе, Франція) — алжирська гімнастка французького походження. Олімпійська чемпіонка у вправі на різновисоких брусах. Перша в історії Африки призерка чемпіонату світу. Абсолютна чемпіонка Африки.

## Біографія
Народилась в Сен-Бенуа-ла-Форе, Франція, у французько-алжирській родині. У 2022 році отримала алжирське громадянство.

## Спортивна кар'єра
Секцію зі спортивної гімнастики почала відвідувати з чотирьох років разом зі старшою сестрою.
2021
У 2021 році в 14-річному віці сенсаційно здобула перемогу на різновисоких брусах на дорослому чемпіонаті Франції, однак після чемпіонату було діагностовано остеохондроз колін, що змусило перенести дві операції та відмовитись від тренувань протягом дев'яти місяців.
2022
У березні 2022 року спортсменка повернулась до тренувань, але не отримала дозволу на відновлення кар'єри головним лікарем збірної «через занадто швидке повернення після операції». До конфлікту з лікарем збірної додався конфлікт між головним тренером команди Франції, що бажав централізованого тренування членів та кандидатів збірної до домашньої олімпіади, та рідним клубом Кайлії «Авуаном», який виступив категорично проти цього рішення. Попри зусилля родини Немур, розв'язати конфлікт з федерацією гімнастики Франції та головним тренером не вдалось, що змусило Кайлію змінити спортивне громадянство на алжирське завдяки походженню батька.
Міжнародна федерація гімнастики затвердила перехід спортсменки до збірної Алжиру, але федерація Франції відмовилась відпускати спортсменку без карантину строком в рік, що завершувався після чемпіонату Африки, який був кваліфікаційний до чемпіонату світу. Завдяки активності матері Кайлії, Стефані Немур, яка створювала петиції до федерації гімнастики Франції, зверталась до міністерства, активно висвітлювала проблему в пресі за десять днів до чемпіонату Африки міністр Франції надав дозвіл Кайлії виступати за збірну Алжиру.
На чемпіонаті Африки здобула переконливу перемогу в багатоборстві та кваліфікувалась до чемпіонату світу в Антверпені, Бельгія.
На дебютному чемпіонаті світу в багатоборстві стала восьмою, що дозволило здобути особисту олімпійську ліцензію на Ігри в Парижі, Франція. Крім цього здобула срібло на різновисоких брусах, що стало першою в історії Алжиру та африканського континенту медаллю чемпіонату світу.

## Результати на турнірах
| Рік  | Змагання                | КБ | ІБ | Опорний стрибок | Різновисокі бруси | Колода | Вільні вправи |
| ---- | ----------------------- | -- | -- | --------------- | ----------------- | ------ | ------------- |
| 2023 | Чемпіонат Африки        | 3  | 1  |                 |                   |        |               |
| 2023 | Чемпіонат світу         |    | 8  |                 | 2                 |        |               |
| 2024 | Кубок світу в Котбусі   |    |    |                 | 1                 | 4      | 6             |
| 2024 | Кубок світу в Баку      |    |    |                 | 1                 | 4      | 3             |
| 2024 | Олімпійські ігри        |    | 5  |                 | 1                 |        |               |
| 2024 | Меморіал Артура Гандери |    | 1  |                 |                   |        |               |

## Коронний елемент
На чемпіонаті Африки 2023 року продемонструвала іменний елемент «The Nemour» на різновисоких брусах (видозмінений Набієва), якому було присвоєно групу складності G вартістю 0,7 бала.